# Sauze d'Oulx
Sauze d'Oulx is een dorp in de provincie Turijn in Piëmont en is gelegen in het Valle di Susa.
Sauze d'Oulx is een van de locaties buiten Turijn waar de Olympische Winterspelen 2006 plaatsvonden. In het Jouvenceaux vonden de wedstrijden voor het freestyleskiën plaats. Sauze d'Oulx ligt ongeveer 80 km van Turijn.
Gedurende het fascisme, in 1928, werd de naam van het dorp veritalianiseerd naar Salice d'Ulzio, tevens werd de gemeente samengevoegd met het lager gelegen Oulx dat de naam Ulzio toebedeeld kreeg. Na de oorlog werden de dorpen weer van elkaar gescheiden en kregen ze hun eigen naam weer terug.

## Geboren
- Piero Gros (1954), alpineskiër